# インシャノサウルス
インシャノサウルス（"Yingshanosaurus"）はジュラ紀後期、約1億5000万年前に生息した四足歩行の恐竜の属の非公式名前である。剣竜類であるとされ、現在の中国に生息していた。Zhouにより1984年に示されたタイプ種は"Yingshanosaurus jichuanensis"であるが、これは非公式な名称であり、この属の正式な記載は未だ行われていない。2006年の論文によれば唯一の化石標本は失われてしまったようである。
他の全ての剣竜類と同じように、インシャノサウルスは草食恐竜であった。別の剣竜類であるトゥオジャンゴサウルスに似ており、肩に平らな翼状の棘があり、背中には骨質のプレートがあった。

## 参照
- Zhou, S.W. (1984). "Stegosaurs". In: The Middle Jurassic dinosaurian fauna from Dashanpu, Zigong, Sichuan, Volume 2. Sichuan Scientific and Technological Publishing House, Chengdo: pp. 1–52.

1. ↑  Maidment, Susannah C.R.; Guangbiao Wei (2006). “A review of the Late Jurassic stegosaurs (Dinosauria, Stegosauria) from the People's Republic of China”. Geological Magazine 143 (5):  621–634. doi:10.1017/S0016756806002500 2008年6月29日閲覧。.